# Anni Steuer
Anni Steuer-Ludewig, nemška atletinja, * 12. februar 1913, Metz, Nemško cesarstvo (danes Francija), † po 1995.
Nastopila je na poletnih olimpijskih igrah leta 1932 ter osvojila srebrno medaljo v teku na 80 m z ovirami. 